# Élections législatives de 1988 en Nouvelle-Calédonie
Les élections législatives françaises de 1988 se déroulent le 5 juin. Dans la collectivité de la Nouvelle-Calédonie, deux députés sont à élire dans le cadre de deux circonscriptions.

## Élus
| Circonscription | Député sortant        | Parti                 | Parti                 | Député élu ou réélu | Parti | Parti |
| --------------- | --------------------- | --------------------- | --------------------- | ------------------- | ----- | ----- |
| 1re             | Scrutin proportionnel | Scrutin proportionnel | Scrutin proportionnel | Jacques Lafleur     |       | RPR   |
| 2e              | Scrutin proportionnel | Scrutin proportionnel | Scrutin proportionnel | Maurice Nénou       |       | RPR   |

## Positionnement des partis
Le RPR se présente unis sous l'étiquette « Union du Rassemblement et du Centre ».

## Résultats

### Résultats à l'échelle de la collectivité
|                | Rassemblement pour la République    | 34 245 | 84,46  | 2 |  |  |
|                | Union du Rassemblement et du Centre | 34 245 | 84,46  | 2 |  |  |
|                |                                     |        |        |   |  |  |
|                | Front national                      | 5 612  | 13,84  | 0 |  |  |
|                | Extrême droite                      | 689    | 1,70   | 0 |  |  |
|                |                                     |        |        |   |  |  |
| Inscrits       | Inscrits                            | 87 239 | 100,00 | 2 |  |  |
| Abstentions    | Abstentions                         | 45 682 | 52,36  |   |  |  |
| Votants        | Votants                             | 41 557 | 47,64  |   |  |  |
| Blancs et nuls | Blancs et nuls                      | 1 011  | 2,43   |   |  |  |
| Exprimés       | Exprimés                            | 40 546 | 97,57  |   |  |  |

### Résultats par circonscription

#### Première circonscription (Nouméa - Îles Loyauté)
|                | Jacques Lafleur sortant réélu | RPR (URC)      | 19 525 | 83,21  |  |  |  |
|                | Guy George                    | FN             | 3 251  | 13,85  |  |  |  |
|                | Jean-Michel Cheval            | Extrême droite | 689    | 2,94   |  |  |  |
|                |                               |                |        |        |  |  |  |
| Inscrits       | Inscrits                      | Inscrits       | 45 097 | 100,00 |  |  |  |
| Abstentions    | Abstentions                   | Abstentions    | 21 008 | 46,58  |  |  |  |
| Votants        | Votants                       | Votants        | 24 089 | 53,42  |  |  |  |
| Blancs et nuls | Blancs et nuls                | Blancs et nuls | 624    | 2,59   |  |  |  |
| Exprimés       | Exprimés                      | Exprimés       | 23 465 | 97,41  |  |  |  |

#### Deuxième circonscription (Grande Terre)
|                | Maurice Nénou sortant réélu | RPR (URC)      | 14 720 | 86,18  |  |  |  |
|                | Patrick Fayard              | FN             | 2 361  | 13,82  |  |  |  |
|                |                             |                |        |        |  |  |  |
| Inscrits       | Inscrits                    | Inscrits       | 42 142 | 100,00 |  |  |  |
| Abstentions    | Abstentions                 | Abstentions    | 24 674 | 58,55  |  |  |  |
| Votants        | Votants                     | Votants        | 17 468 | 41,45  |  |  |  |
| Blancs et nuls | Blancs et nuls              | Blancs et nuls | 387    | 2,22   |  |  |  |
| Exprimés       | Exprimés                    | Exprimés       | 17 081 | 97,78  |  |  |  |